# Adını Feriha Koydum
El Secreto de Feriha (título original en turco: Adını Feriha Koydum) es una serie de drama turca que se transmitió por primera vez en Show TV del 14 de enero de 2011 al 29 de junio de 2012. Sigue a Feriha Yılmaz (Hazal Kaya), una joven de origen humilde que obtiene una beca para una universidad de élite, donde también estudia Emir Sarrafoğlu (Cagatay Ulusoy), un joven adinerado. Feriha es hija de Zehra Yılmaz (Vahide Percin) una trabajadora doméstica; y Rıza Yılmaz (Metin Çekmez), un portero. Emir eventualmente se enamora de Feriha, creyendo que ella también es rica. La serie fue escrita por Melis Civelek y Sırma Yanık y producida por Med Yapım.

## Trama
Es una serie de televisión turca producida por Med Yapım. Protagonizada por Hazal Kaya, Çağatay Ulusoy y Vahide Perçin. Escrito por Melis Civelek y Sırma Yanık. Cuenta la vida de Feriha Yılmaz, una joven y hermosa chica que es hija de un portero. Gana una beca en una universidad de élite, donde también estudia el popular playboy y coqueto Emir Sarrafoğlu. Emir es un heredero adinerado popular entre las mujeres. Nunca antes se había enamorado, apenas llega pasa a ser el centro de atención. Feriha y Emir con el paso del tiempo y varias situaciones se enamoran, pero mientras aquel amor va creciendo, Feriha se ve cada vez más atrapada en sus mentiras.

## Elenco
- Vahide Perçin como Zehra Yılmaz.
- Hazal Kaya como Feriha Yılmaz/ Sarrafoğlu.
- Metin Çekmez como Rıza Yılmaz.
- Çağatay Ulusoy como Emir Sarrafoğlu.
- Deniz Uğur como Sanem İlhanlı.
- Melih Selçuk como Mehmet Yılmaz.
- Ceyda Ateş como Hande Gezgin.
- Yusuf Akgün como Koray Onat.
- Sedef Şahin como Cansu İlhanlı.
- Barış Kılıç como Levent Seymen.
- Ayşegül Uyguner como Hatice Karaman.
- Esin Eden como Rümeysa.
- Aytaç Arman como Hasan.
- Gülşah Fırıncıoğlu como Günce.
- Eray Özbay/Murat Onuk como Ünal Sarrafoğlu.
- Ahu Sungur como Aysun.
- Neşem Akhan como Seher Yılmaz.
- Ufuk Tan Altunkaya como Halil.
- Özhan Carda como Haldun İlhanlı.
- Harun Akyüz como İlker.
- Buket Akşitoglu como Nehir.
- Nurinisa Yıldırım como Nevbahar Seymen.
- Simge Defne como Azra.
- Yağmur Tanrısevsin como Ece.
- Emre Koç como Yavuz Sancaktar.
- Sarp Can Köroğlu como Bülent Seymen.
- Türkü Turan/Pelin Ermiş como Gülsüm Karaman.
- Feyza Civelek como Lara Atabey.
- Ebru Unurtan/Çiğdem İrtem como Tülin Atabey.
- Leyla Erdoğan como Zehra Sophie.
- Birgül Ulusoy como Gülfidan.
- İncilay Şahin como Hazer.
- Artun Çağlar como Ömer Yılmaz.
- Kaan Olcay como Can.
- Tuğba Melis Türk como Rüya Çelik.
- Ayşegül İşsever como Hülya Çelik.
- Nurana Bagieva como Aynur.
- Bahadır Benjamin Bingöl como Akir Karaman.
- Ahmet Talay como Veysel Sabuncu.

## Temporadas
| Temporada | Temporada | Episodios | Rango de episodios | Emisión original        | Emisión original    |
| Temporada | Temporada | Episodios | Rango de episodios | Inicio                  | Final               |
| --------- | --------- | --------- | ------------------ | ----------------------- | ------------------- |
|           | 1         | 24        | 1 - 24             | 14 de enero de 2011     | 24 de junio de 2011 |
|           | 2         | 43        | 25 - 67            | 9 de septiembre de 2011 | 29 de junio de 2012 |

## Premios y nominaciones
| Año  | Premios                 | Categoría             | Nominado(a)         | Resultado | Ref.  |
| ---- | ----------------------- | --------------------- | ------------------- | --------- | ----- |
| 2012 | Golden Butterfly Awards | Mejor música de serie | Adını Feriha Koydum | Ganadora  | [ 1 ] |